# Montgat
Montgat è un comune spagnolo situato nella comunità autonoma della Catalogna.